# Abatiá
Abatiá är en kommun i Brasilien.   Den ligger i delstaten Paraná, i den södra delen av landet, 900 km söder om huvudstaden Brasília. Antalet invånare är 7 753.
Omgivningarna runt Abatiá är en mosaik av jordbruksmark och naturlig växtlighet. Runt Abatiá är det ganska glesbefolkat, med 42 invånare per kvadratkilometer.